# Akaflieg München Mü 22
Die Akaflieg München Mü 22 ist ein Segelflugzeug der studentischen Fliegergruppe Akaflieg München mit V-Leitwerk.

## Geschichte

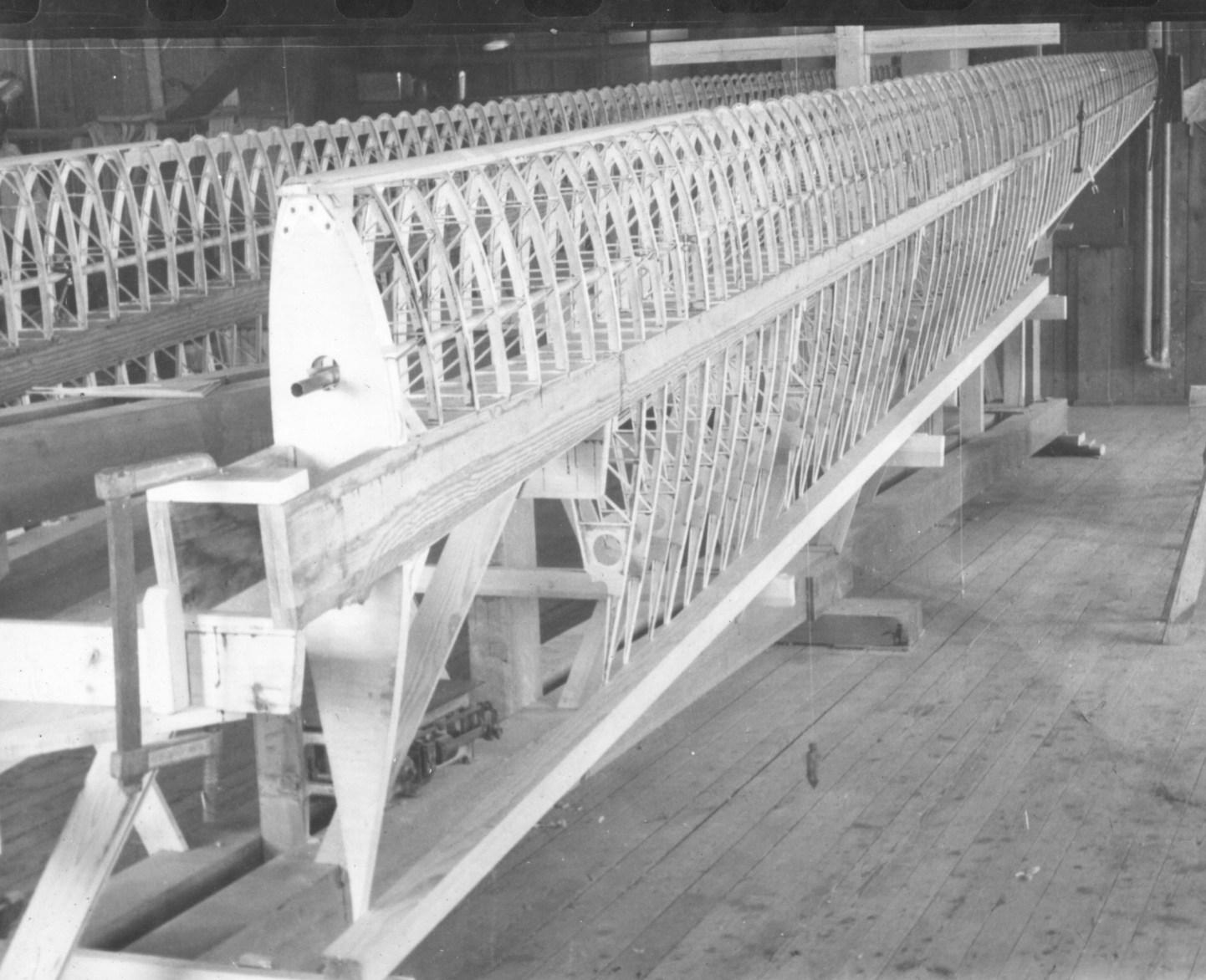
Die Flächen der Akaflieg Mü 22a

Mit Unterstützung des Staatsministeriums für Verkehr und nach Lockerung des Bau- und Flugverbotes durch die Alliierten begannen die Studenten der Akaflieg München unter Führung von Julius Krauss 1953 mit dem Bau ihres ersten Flugzeugs nach dem Zweiten Weltkrieg. Hier wurde erstmals in der Geschichte der Akaflieg München ein Laminarprofil eingesetzt. Der Erstflug der Mü 22a erfolgte bereits 1954, wobei sie in den ersten Jahren vor allem als Versuchsflugzeug für verschiedenste Leitwerkkonfigurationen diente. Kurz nachdem sie 1959 den zweiten Platz in der offenen Klasse der deutschen Segelflugmeisterschaften belegt hatte, wurde sie durch einen Unfall zerstört.
Kurz darauf begannen mit der Mü 22b die Arbeiten an einer verbesserten Version der verunglückten Mü 22a. 1964 konnte die Variante ihren Erstflug absolvieren, wobei noch im gleichen Jahr bei der Flugerprobung durch einen Bruch des Leitwerks auch dieses Flugzeug beinahe verloren ging. Jedoch glitt die Maschine nach dem erfolgreichen Notausstieg des Piloten relativ sanft zu Boden und wurde nur leicht beschädigt.

## Konstruktion
Der Rumpf der Mü 22 besteht wie alle Flugzeuge der sogenannten Münchner Schule aus einem mit Stoff bespannten Stahlrohrrahmen. Die Flächen, die über ein Laminarprofil verfügen, wurden ebenfalls konventionell aus Holz gefertigt. Um aber eine gleichmäßige Oberfläche und Formtreue zu erhalten, wurde ein sehr enger Rippenabstand von nur 110 mm gewählt, was einen erhöhten Arbeitsaufwand in der Konstruktion und Fertigung bedeutete. Dafür kann diese Bauweise, was die Formtreue angeht, mit der moderner Kunststoff-Flugzeuge verglichen werden. Um den Luftstrom an der Flügeloberseite nicht zu beeinflussen, wurde auf Bremsklappen verzichtet und stattdessen Spreizklappen installiert.

## Varianten

### Mü 22a
Die Mü 22a mit ihrem Erstflug 1954 war konventionell nach der Münchner Schule, also mit bespanntem Stahlrohrrumpf und Holzflügel, konstruiert. Sie diente hauptsächlich als Versuchsflugzeug und ging 1959 kurz nach dem Abschluss der Flugerprobungen durch einen Unfall verloren.

### Mü 22b
Die Mü 22b war der Nachfolger der Mü 22a und behielt die wesentlichen Konstruktionselemente des Vorgängermodells bei. Allerdings erhielt sie ein Pendel-V-Leitwerk und im vorderen Bereich des Rumpfs eine Glasfaser-Kunststoffschale, um den Strömungswiderstand zu verringern.

### Mü 26 (Mü 22d)
Ende der 1960er-Jahre wurde mit den Arbeiten für eine weitere Variante der Mü 22 begonnen. Allerdings wuchs das Projekt schnell über das einer Variante heraus und so wurde entschieden, das Projekt in Mü 26 umzubenennen. Diese hat mit ihrem vollständig mit Faserverbundwerkstoffen gefertigten Rumpf auch nur noch äußerlich Ähnlichkeiten zur Mü 22.

## Technische Daten
| Kenngröße         | Mü 22a              | Mü 22b               | Mü 26 (Mü 22d)      |
| ----------------- | ------------------- | -------------------- | ------------------- |
| Besatzung         | 1                   | 1                    | 1                   |
| Länge             | 6,85 m              | 6,85 m               | 7,41 m              |
| Spannweite        | 16,6 m              | 17 m                 | 16,6 m              |
| Rumpfhöhe         |                     |                      | 1,12 m              |
| Flügelfläche      | 13,54 m²            | 13,7 m²              | 15,3 m²             |
| Flügelstreckung   | 20,4                | 21,1                 | 18,0                |
| Leermasse         | 250 kg              | 280 kg               | 212 kg              |
| max. Startmasse   | 400 kg              | 360 kg               | 382 kg              |
| Gleitzahl         | 36                  | 36                   | 36                  |
| Geringstes Sinken | 0,5 m/s bei 62 km/h | 0,56 m/s bei 69 km/h | 0,6 m/s bei 83 km/h |